# (3346) Gerla
(3346) Gerla est un astéroïde de la ceinture principale.

## Description
(3346) Gerla est un astéroïde de la ceinture principale. Il fut découvert le 27 septembre 1951 à Uccle par Sylvain Arend. Il présente une orbite caractérisée par un demi-grand axe de 3,18 UA, une excentricité de 0,04 et une inclinaison de 21,5° par rapport à l'écliptique.

## Compléments